# Симон Мајр
Јохан Симон Мајр или Ђовани Симоне Мајр (  или итал. Giovanni Simone Mayr; Мендорф, 14. јун 1763 — Бергамо, 2. децембар 1845) је био немачки композитор. До 1787. је студирао теологију на Универзитету у Инголштату, а тада се преселио у Италију, где је наставио студије. Тамо га је музици подучавао капелмајстор Бергамске катедрале Карло Ленци (итал. Carlo Lenzi), а затим и композитор Фердинандо Бертони (итал. Ferdinando Bertoni). Капелмајстор Бергамске катедрале је постао 1802. и убрзо је постао главна личност у музичком животу града. Бавио се организацијом концерата, а грађане Бергама је упознао са музиком Лудвига ван Бетовена. Био је учитељ будућег композитора Гаетана Доницетија. Пред сам крај свог живота, Мајр је ослепео, а сахрањен је у Базилици Санта Марије Мађоре.
Написао је око 600 музичких дела, укључујући и 70 опера.